# Ein starkes Team: Nathalie
Nathalie ist ein deutscher Fernsehfilm von Roland Suso Richter aus dem Jahr 2016. Es handelt sich um die 67. Folge der Krimiserie Ein starkes Team mit Florian Martens und Stefanie Stappenbeck in den Hauptrollen. Es ist der dritte Einsatz von Linett Wachow an der Seite von Otto Garber.

## Handlung
Kriminalhauptkommissar Otto Garber, seine junge Kollegin Linett Wachow und Ben Kolberg absolvieren in einer Sport-Schießanlage ein Schießtraining. Nachdem Garber und Wachow weggefahren sind, wird die Anlage von drei maskierten Tätern überfallen und der Schießwart dabei getötet. Es werden diverse großkalibrige Waffen erbeutet. Ben Kolberg, der noch auf der Toilette ist, kann nicht mehr eingreifen. Er glaubt jedoch, unter den Tätern Nathalie Brombach, eine Jugendliebe aus der Schulzeit, wiedererkannt zu haben. Er gerät in einen Gewissenskonflikt, denn er möchte Nathalie nicht verraten, sondern erst einmal herausfinden, wie sie in diese kriminelle Bande geraten konnte. Er nimmt unter einem Vorwand privat Kontakt zu ihr auf. Nachdem er sich sicher ist, dass es wirklich Nathalie war, die er bei dem Überfall gesehen hat, informiert er seine Kollegen.
Eine heiße Spur führt zu Alexander Krischka, dem Halter des Wagens, der am Tatabend in der Nähe der Schießanlage gesehen wurde. Als Garber und Wachow Krischka aufsuchen, finden sie ihn leblos in seiner Wohnung vor. Er war drogenabhängig und starb an einer Überdosis Heroin. Die Obduktion ergibt, dass er sich diesen letzten Schuss nicht selbst gesetzt haben konnte, sondern ermordet wurde, da er ein unliebsamer Mitwisser war. 
Die Fingerabdrücke in Krischkas Wagen führen zu Niko Schrader und Mario Happelt. Da nicht klar ist, ob es weitere Mittäter gibt, werden die Tatverdächtigen nicht festgenommen, sondern vorerst observiert. Nach Kolbergs Recherche haben sie die Waffen gestohlen, um in Kürze davon Gebrauch zu machen. Somit drängt die Zeit, denn Ben hat von Natalie nicht erfahren können, was die Gruppe vorhat. Erst nachdem Niko Schrader nach einem Unfall außer Gefecht gesetzt ist, kontaktiert Natalie Ben Kolberg, um ihn zu bitten, für Niko einzuspringen. So erfahren die Ermittler, dass das Trio vorhat, einen Geldtransporter zu überfallen. Teamchef Reddemann lässt daraufhin von der Bank den Transport kurzfristig absagen und auch gleich Mario Happelt festnehmen, da dieser dort arbeitet und die Bande mit Insiderinformationen versorgt hat.
Als Niko Schrader herausfindet, dass Ben Kolberg Polizist ist, setzt er alles daran, den „Verräter“ zu eliminieren. Nur das rechtzeitige Eintreffen von Garber und Wachow rettet ihm das Leben. Allerdings sterben beim Zugriff sowohl Niko als auch Nathalie.

## Hintergrund
Nathalie wurde in Berlin gedreht und am 24. September 2016 um 20:15 Uhr im ZDF erstausgestrahlt.
Sputnik, dessen Rolle als Geschäftsmann in der Serie als ein Running Gag angelegt ist, arbeitet in dieser Folge als Empfangschef eines buddhistischen Restaurants.

## Rezeption

### Einschaltquoten
Die Erstausstrahlung von Nathalie am 24. September 2016 im ZDF verfolgten 5,04 Millionen Zuschauer, dies entsprach einem Marktanteil von 18,1 Prozent.

### Kritiken
Tilmann P. Gangloff urteilte auf Tittelbach.tv: „Zum ersten Mal in der langen Geschichte des Krimiklassikers ‚Ein starkes Team‘ ist eine Episode nach einer der mitwirkenden Figuren benannt, und das völlig zurecht: Titelheldin Nathalie sorgt dafür, dass der gleichnamige Film unter den bislang 67 Episoden der Reihe eine herausragende Position einnimmt. Roland Ruso Richter hat aus dem interessanten Drehbuch von Leo P. Ard einen spannenden, ästhetisch hochwertigen Krimi gemacht, der Ben Kolberg mit einem Dilemma konfrontiert: Er liebt eine Frau, die ein Kapitalverbrechen plant.“
Kritikerin Franziska Schuster von der Frankfurter Rundschau vergibt nur eine mittlere Wertung und findet die Story „zu holzschnittartig erzählt.“ Diesmal „schaffen es die Darsteller erst gegen Ende, dem hölzernen Drehbuch etwas Spannung abzutrotzen, der zentrale Konflikt bleibt wenig überzeugend.“ „Bis der Film die Geschichte da hat, wo er sie haben will, um den Showdown einzuleiten, muss sich das Ensemble gestandener Darsteller durch ein liebloses und mechanisches Dialogbuch rezitieren, das keinen Raum für spielerische Freiheit lässt und jeden Funken Spannung durch sofortige Klärung erstickt. Am schlimmsten trifft es Stefanie Stappenbeck, deren Zeilen besonders gestelzt formuliert sind. Ihre Figur denkt nicht, sie spuckt Sätze aus wie die künstliche Service-Intelligenz eines Smartphones.“ Ein klein wenig Positives findet die Kritikerin dann aber doch und schreibt: „Im Finale schaffen es Autor Leo P. Ard und Regisseur Roland Suso Richter dann immerhin noch, etwas Tempo und Leben in ihren Film zu bringen.“
Julian Miller bei Quotenmeter.de wertete: „Lentrodts geleckt-jungenhaftes Gehabe und der nie sinnig aufgelöste Dualismus aus Nathalies mädchenhaftem Getue, ihrem penetranten Gegluckse und ihrer berechnenden Kälte sind eine schwer erträgliche Kombination.“ Fazit: „Fahrig geschrieben, aufgesetzt gespielt: über einen völlig an die Wand gefahrenen Krimi.“